# Боско Сан Рафаеле II (Авелино)
Боско Сан Рафаеле II је насеље у Италији у округу Авелино, региону Кампанија.
Према процени из 2011. у насељу је живело 65 становника. Насеље се налази на надморској висини од 388 м.